# 한광여자중학교
한광여자중학교(韓光女子中學校)는 대한민국 경기도 평택시 비전동에 있는 사립 중학교이다.

## 학교 연혁
- 1955년 3월 24일 : 학교법인 한광학원 인가
- 1967년 9월 8일 : 한광여자중학교 설립 인가(9학급)
- 1968년 3월 5일 : 제1회 신입생 모집 개교
- 1971년 2월 16일 : 제1회 졸업식(178명)
- 1974년 3월 1일 : 중학교, 고등학교 경영 분리
- 2000년 11월 31일 : 본관 건물 신축(4층, 총 24교실 특별실 제외)
- 2004년 3월 1일 : 본관 건물 증축(5층, 10교실)
- 2024년 1월 8일 : 제54회 338명 졸업 (총 19,947명)
- 2024년 3월 1일 : 제13대 조항석 교장 취임

## 참고 자료
- 한광여자중학교 - 한국교육학술정보원 학교알리미